# 黄太兴
黄太兴（1919年7月—2012年3月20日），男，江西永丰人，中华人民共和国政治人物，曾任中共青海省纪委副书记，青海省政协副主席。